# Hubba Bubba

Produktlogo

Die Marke Hubba Bubba ist ein Kaugummi des US-amerikanischen Süßwarenherstellers Wrigley. Die Marke wurde 1978 in Deutschland und 1979 in den USA eingeführt. Sie wird vom Hersteller weltweit in verschiedenen Staaten produziert und in 80 Ländern vertrieben, wobei sich das jeweilige Sortiment unterscheiden kann. 
Die Marke wurde in den Vereinigten Staaten in den frühen 1990er Jahren aufgegeben, dann aber im Jahr 2004 unter dem Namen Hubba Bubba Max fortgesetzt, jetzt aus einer Kombination zweier Geschmacksrichtungen. Die Marke ist auch auf dem kanadischen Markt vertreten.

## Vermarktung
Im Vergleich zu anderen Kaugummis lassen sich mit Hubba Bubba besonders große Kaugummiblasen erzeugen. Der Hersteller gibt an, dass der Kaugummi wenig klebt und sich geplatzte Kaugummiblasen daher leichter aus dem Gesicht entfernen lassen. 
Die ersten Kaugummis der Marke waren in zwei Geschmacksrichtungen erhältlich: Pfefferminz (grüne Packung, weißer Kaugummi) und Frucht (rosa Packung, rosa Kaugummi), später verschiedene Sorten, die zum großen Teil auf Fruchtaromen basieren. Das Produkt wurde lange Zeit ausschließlich in einer Packung mit fünf Kaugummis vertrieben. Bis heute sind aber zahlreiche weitere Produkt- und Verpackungsvarianten hinzugekommen. 
- Hubba Bubba Klassik wird seit 1978 in einer 5er-Packung mit wechselnder Geschmacksrichtung vertrieben.
- Hubba Bubba Bubble Tape wurde 2002 eingeführt; der zu einem 1,80 m langen Band aufgerollte Kaugummi wird in einem bunten Abroller aus Kunststoff angeboten.
- Hubba Bubba Mix & Match wurde Anfang 2005 als ein zigarettenpackungähnliches, in der Mitte getrenntes Päckchen verkauft. In jeder Seite waren Kaugummikügelchen mit je einer Geschmacksrichtung.
- Hubba Bubba Max kombiniert seit Anfang 2006 zwei Frucht-Geschmacksrichtungen in einem zweifarbigen Kaugummi.
- Hubba Bubba Glop wird seit Ende 2006 als besonders großes rundes Kaugummi mit einem flüssigen, nach einer Frucht schmeckenden Kern verkauft.

## Werbung

Historisches Logo

Beworben wurde Hubba Bubba anfangs mit den Comicfiguren Hubba und Bubba. Von 2003 bis 2008 präsentierten andere Comicfiguren die Marke. Anfangs wurden diese Figuren Hubba Bubba Five genannt. Im Laufe der Jahre wurden sie zu der Hubba Bubba Gang weiterentwickelt, die aus zwei Jungen, zwei Mädchen (Zwillinge) und einem Hund bestand. Seit 2008 wird wieder auf die ursprünglichen Comicfiguren Hubba und Bubba zurückgegriffen, diesmal allerdings in anderer, eckiger Form und als Knetfiguren.

## Sonstiges
Die im Guinness-Buch der Rekorde genannte „weltgrößte Kaugummiblase“ mit einem Durchmesser von 58,4 Zentimetern wurde nach Angabe der Wrigley-Website mit drei Hubba Bubbas erzielt.
In den 1980er Jahren erschien auf dem deutschen Markt ein Hubba-Bubba-Hörspiel unter dem Titel Hubba+Bubba – Das Geheimnis der Dondra, eine Studio-EUROPA-Produktion. Die Spieldauer betrug 50 Minuten. Dieses Hörspiel gab es zuerst nur nach Einsendung eines Coupons, der in Kinderzeitschriften zu finden war. Später war es noch für kurze Zeit im Handel erhältlich.